# Ernst Moritz Arndt
Ernst Moritz Arndt (Gross Schoritz, Rügen, Alemania,  26 de diciembre de 1769 - Bonn, Alemania, 29 de enero de 1860) fue un poeta, nacionalista y autor alemán.
Arndt nació en la isla de Rügen, bajo el dominio del rey sueco que era también duque de Pomerania.
Ideólogo y propagandista del nacionalismo alemán, como criterio de inclusión Arndt utilizó el idioma y los límites geográficos naturales, pero también recurrió al «carácter nacional» para incluir a holandeses y flamencos.
Arndt impulsó la construcción de monumentos conmemorativos frente a los cuales pudieran llevarse a cabo celebraciones nacionales, sugiriendo como estilo apropiado la fusión de elementos de la antigüedad clásica, del medievo, del paganismo germano y egipcios. Formado en el pietismo dieciochesco, creía también que era necesario un vínculo de dichas festividades con el culto cristiano.

## Obra
- Des Deutschen Vaterland (La Patria de los Alemanes, 1813). Al musicalizarlo Reichardt en 1825, este  poema inspirado por las guerras de liberación antinapoleónicas se convirtió en el primer himno nacional de Alemania.
- Entwurf einer Teutschen Gesellschaft (Bosquejo de una sociedad teutona, 1814). Propuesta de la creación de una organización de festejos patrióticos en ocasión de grandes batallas o como recuerdo del aniversario de próceres alemanes.

## Premios y reconocimientos
Desde 1933 la universidad de Greifswald se llama Ernst-Moritz-Arndt.

## Literatura
- Max Braubach: Ernst Moritz Arndt (1769-1860). En: Rheinische Lebensbilder, vol. 7. Ed. Bernhard Poll im Auftrag der Gesellschaft für Rheinische Geschichtskunde. Rheinland Verlag, Köln  1977, pp. 83–108

- Walter Erhart, Arne Koch (eds.) Ernst Moritz Arndt (1769–1860). Deutscher Nationalismus, Europa, Transatlantische Perspektiven. Reihe: Studien und Texte zur Sozialgeschichte der Literatur vol. 112. Niemeyer, Tubinga 2007. ISBN 978-3-484-35112-7

- Clemens Escher. Ernst Moritz Arndt. In: Wolfgang Benz (ed.) Handbuch zum Antisemitismus. Vols. 2/1. De Gruyter Saur, Berlín 2009. pp. 33–35

- Gerhard Henschel. Neidgeschrei. Antisemitismus und Sexualität. Hoffmann und Campe, Hamburg 2008 ISBN 3-455-09497-X

- Joseph Loevenich (ed.) Ernst Moritz Arndt. Gedenkblätter deutscher Dichter, zum 50. Todestage: 29 de enero 1910, Bonn 1910

- Joseph Loevenich (ed.) An Ernst Moritz Arndt: eine Huldigung deutscher Dichter und Denker zur Jahrhundertfeier 1813 - 1913. Volger, Leipzig-Raschwitz 1913

- Ernst Müsebeck: Ernst Moritz Arndt. Ein Lebensbild, Gotha 1914

- Jakob Nover: Ernst Moritz Arndt, Hamburg 1891

- Johannes Paul: Ernst Moritz Arndt. „Das ganze Deutschland soll es sein …“ Musterschmidt, Gotinga 1971

- Senat der Hansestadt Stralsund (ed.) Ernst Moritz Arndt und die Stadt am Sund. Stralsund 1993